# Setantops major
Setantops major är en stekelart som beskrevs av Heinrich 1968. Setantops major ingår i släktet Setantops och familjen brokparasitsteklar. Inga underarter finns listade i Catalogue of Life.